# Edaphocyon
Edaphocyon — вимерлий рід хижих, що жив у США (Флорида, Луїзіана, Небраска, Техас) (4 колекції). Рід містить такі види: Edaphocyon lautus, Edaphocyon palmeri, Edaphocyon pointblankensis.